# Colette Seghers
Colette Seghers, née Colette Lamorinière, est une romancière française née à Trouville-sur-Mer le 12 décembre 1928 et décédée à Paris (15e arrondissement de Paris)
le 26 mars 2016.

## Biographie
Elle devient très jeune la compagne de l'écrivain et photographe Daniel Wallard, puis épouse le 7 juin 1968 à Paris 14e le poète et éditeur Pierre Seghers dont elle a une fille Virginie Seghers.
Présidente d’honneur de la Maison de la Poésie, elle dirige de 1988 à 1996 la revue Poésie de la Ville de Paris. 
Elle participe en juin 2001 à Vérone au congrès de fondation de l'Académie Mondiale de Poésie, créée sous les auspices de l'Unesco.
Elle est également membre du comité d'honneur de la Maison internationale des poètes et des écrivains de Saint-Malo.

## Publications
- Lointains, recueil de poèmes, Éditions Seghers, 1960
- Le Poisson-pelisse, pièce en un acte, Éditions Pierre Fanlac, 1960
- Sarah Cortez, roman, Seghers, 1966
- Un jour dans la vie de Menny Lee, recueil de nouvelles, Seghers, 1968
- Dix poèmes pour un bébé, recueil de poèmes, Seghers, 1970
- Martin Hanson, roman, Robert Laffont, 1973

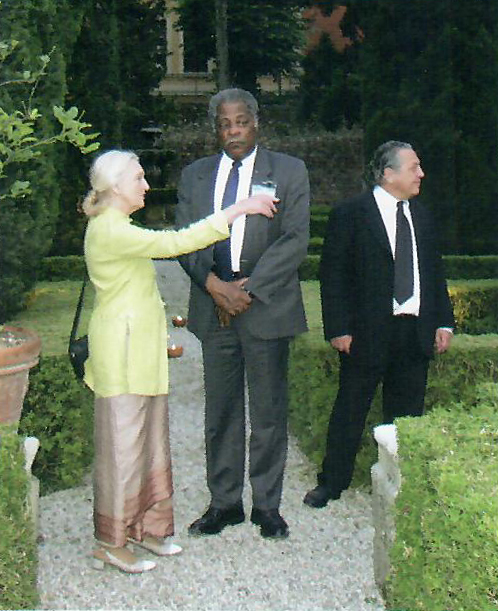
Colette Seghers en discussion avec le poète haïtien Jean Métellus. Vérone, 2001.

- Belle ou l'Envers du temps, roman, Robert Laffont 1978, Prix des lectrices de Elle
- Pierre Seghers, un homme couvert de noms, Robert Laffont, 1981. Réédité par les éditions Seghers en 2006
- L’Estuaire des lendemains, recueil de poèmes, Hérissey, 1997
- Nous étions de passage, souvenirs du siècle et de l'édition, Stock, 1999
- Le Chantier des solitaires, recueil de nouvelles, Éditions MLD, 2008

## Hommage
François Cheng dans son autobiographie Une longue route pour m'unir au chant français publiée en octobre 2022 :
« Le lendemain de mon élection à l'Académie en 2002, je passerai devant la librairie Art et Littérature boulevard du Montparnasse. Le patron, M. Werner, m'accueillera par une phrase absolument extraordinaire : "Hier, Colette Seghers s'est précipitée ici, tout excitée : François Cheng à l'Académie, quelle nouvelle extraordinaire !". Je connais le nom de Colette Seghers pour avoir lu ses remarquables chroniques dans la revue Poésie. J'ignore qu'elle connaît mon existence. Peu de temps après, elle nous conviera, Werner et moi, à un repas. Nous nous rendons au célèbre appartement du boulevard Raspail, situé au dernier étage d'un immeuble cossu et agrémenté d'une terrasse arborée. Le poète Jean-Marie Berthier est présent également.
(...) Dans la relation que je fais ici de ces rencontres et propos n'entre aucune vanité. Je ne vois pas comment la vanité pourrait avoir sa place dans une vie qui jusqu'au bout se mesure à quelque chose d'infiniment plus grand qu'elle, et qui en est simplement la servante. Si envie implicite il y a ici, c'est de rendre hommage à ces êtres généreux - un Vercors, un Claude Roy, une Colette Seghers - qui comptent à mes yeux parmi les meilleurs de la France. »